# Jyrki Järvi
Jyrki Heikki Järvi (ur. 7 lutego 1966) – fiński żeglarz sportowy. Złoty medalista olimpijski z Sydney.
Pływał w klasie 49er. Igrzyska w 2000 były jego jedyną olimpiadą. Załogę jachtu tworzył również Thomas Johanson.